# 30937 Bashkirtseff
30937 Bashkirtseff este un asteroid din centura principală de asteroizi.

## Descriere
30937 Bashkirtseff este un asteroid din centura principală de asteroizi. A fost descoperit pe 16 ianuarie 1994 la Caussols de Eric Walter Elst și Christian Pollas. Asteroidul prezintă o orbită caracterizată de o semiaxă mare de 2,58 ua, o excentricitate de 0,12 și o înclinație de 3,1° în raport cu ecliptica.